# الیسن وی-۳۴۲۰
الیسن وی-۳۴۲۰ (به انگلیسی: Allison V-3420) یک موتور هواگرد ساختِ کارخانهٔ الیسن انجین در کشور ایالات متحده آمریکا است.